# Robert Dušek
Robert Dušek (* 14. března 1967 Lanškroun) je český sociálně-demokratický politik, v letech 2006-2009 poslanec Poslanecké sněmovny a v letech 2009-2014 poslanec Evropského parlamentu.

## Studium a profesní kariéra
Od dubna roku 1967 žije v Liberci. V letech 1981 – 1985 vystudoval Střední ekonomickou školu v Jablonci nad Nisou (obor zahraniční obchod). V letech 1985-1990 pracoval jako referent oddělení mezinárodní přepravy v podniku Skloexport Liberec, pak v období let 1990-1991 jako vedoucí oddělení MTZ ve firmě Družba a.s., Liberec, následně v letech 1991-1999 coby technik ve firmě Georges GmbH ve Wiesau v Německu. Od roku 1999 do roku 2000 byl vedoucím referátu obchodního oddělení podniku Diamo s.p., Stráž pod Ralskem. Následně v letech 2000-2001 pracoval na pozici obchodního manažera ve firmě Elmarco s.r.o., Liberec a v letech 2001-2002 jako vedoucí strategického nákupu pro Brano-Ateso a.s. v Jablonci nad Nisou. V období let 2002-2003 zastával funkci obchodního ředitele podniku Jabloň s.r.o. v Liberci. Poté se v období let 2004-2006 vrátil do podniku Diamo jako manažer a zástupce pro fondy EU.

## Politická kariéra
Roku 1996 vstoupil do ČSSD. V komunálních volbách roku 2002 neúspěšně kandidoval do zastupitelstva města Liberec za ČSSD. Profesně byl uváděn jako obchodní ředitel. Nakonec ale od roku 2002 v zastupitelstvu statutárního města Liberec zasedal. Setrval zde do roku 2006.
Ve volbách v roce 2006 byl zvolen do poslanecké sněmovny za ČSSD (volební obvod Liberecký kraj). Zasedal ve sněmovním kontrolním výboru, v letech 2006-2008 i ve výboru pro evropské záležitosti a v letech 2008-2009 ve výboru pro bezpečnost. Ve sněmovně setrval do července 2009, kdy rezignoval na mandát (mandátu se vzdal v souvislosti se zvolením do Evropského parlamentu). Ve sněmovně ho nahradil Petr Hájek.
Ve volbách roku 2009 byl zvolen do Evropského parlamentu za ČSSD. Působil ve Výboru pro zemědělství a rozvoj venkova. Zasedal ve frakci Strana evropských socialistů.. V roce 2014 již nekandidoval.
Od ledna 2009 byl předsedou Krajského výboru ČSSD v Libereckém kraji. Na této pozici setrval i po krajské konferenci strany v lednu 2013, přestože na podzim 2012 dal svou funkci k dispozici poté, co ČSSD v krajských volbách 2012 na Liberecku neuspěla. Někteří členové krajské organizace ČSSD, například Duškova jediná protikandidátka Romana Žatecká, považovali Duškovo zvolení za výraz chybějící sebereflexe prohraných voleb a za jeho potvrzením ve funkci spatřovali sílu okresní organizace ČSSD v Liberci, která je díky početním poměrům delegátů výrazně silnější než jiné okresy v kraji.

### Hodnocení europoslance R. Duška (dle think-tanku Evropské hodnoty)
Dle vydané zprávy výše uvedeného think-tanku, která se vztahuje na období před následujícími volbami do Evropského parlamentu (2014) vyplývá následující:
1. Docházka - obsadil 6. místo z celkových 22 českých europoslanců,
2. Účast na jmenovitých hlasování českých europoslanců - obsadil 7. místo z celkových 22 českých europoslanců,
3. Zprávy předložené zpravodajem českými europoslanci - obsadil 16.-22. místo z celkových 22 českých europoslanců,
4. Stanoviska předložená českými europoslanci - obsadil 16.-22. místo z celkových 22 českých europoslanců,
5. Pozměňovací návrhy českých europoslanců - obsadil 20.-21. místo z celkových 22 českých europoslanců,
6. Parlamentní otázky českých europoslanců - obsadil 18.-19. místo z celkových 22 českých europoslanců,
7. Písemná prohlášení českých europoslanců - obsadil 6.-22. místo z celkových 22 českých europoslanců,
8. Návrhy usnesení českých europoslanců - obsadil 22. místo z celkových 22 českých europoslanců,
9. Vystoupení na plenárním zasedání českých europoslanců - obsadil 8. místo z celkových 22 českých europoslanců.

## Obvinění z podvodů
V červnu 2015 byl obviněn protikorupční policií z podvodů při čerpání s evropskými dotacemi. Obvinění odmítl, ale v reakci na něj rezignoval na post v předsednictvu ČSSD, aby nepoškozoval dobré jméno strany.
Spolu s Duškem byl obviněn také bývalý krajský radní pro dopravu za ČSSD Martin Sepp nebo někteří liberečtí stavební podnikatelé.
V září 2015 přišla Policie České republiky se zásadním důkazem, že Dušek si vedl tzv. korupční deník ve kterém předpověděl vítěze tendru. Poznámky podle policie budou použity proti němu. V lednu 2016 mu Krajský výkonný výbor ČSSD pozastavil členství ve straně.